# Université nationale des langues de Kiev
L'université nationale des langues de Kiev (en ukrainien : Київський національний лінгвістичний університет, КНЛУ, KNLU) est la principale université de langues d'Ukraine, établie à Kiev. Elle a été fondée en 1948.

## Historique
L'université nationale des langues de Kiev est un successeur de l'Institut pédagogique d'État des langues étrangères de Kiev, établi par le ministère de l'Éducation de l'URSS sous le no  524/69 du 30 mars 1948.
Le 12 septembre, 1994 selon le décret numéro 592 du Cabinet des ministres l'université nationale des langues de Kiev est inscrite dans le registre des établissements d'enseignement de l'Ukraine pour l'octroi d'une autorisation de mener des activités éducatives au niveau d'accréditation III-IV et a le droit de former des spécialistes pour les niveaux d'éducation et de compétences : bachelor, spécialiste, master de "Langue et littérature" (anglais, allemand, français, espagnol, russe, chinois, japonais), Langue et littérature ukrainienne, la psychologie, de la traduction (anglais, allemand, français, italien, espagnol, russe, chinois, japonais, coréen, arabe, turc, persan), Management (avec une connaissance des deux langues étrangères), «Loi» (avec une connaissance des deux langues étrangères), « linguistique appliquée ».
L'université a un statut d'autonomie.
Aujourd'hui l'université nationale linguistique de Kiev est un des principaux centres éducatifs et scientifiques pour la formation des professeurs de langues étrangères, les traducteurs et les spécialistes de philologie étrangère de l'Ukraine et les pays de la CEI, Europe, Asie, Afrique et Amérique latine. Dans les départements de l'université plus de 7 000 étudiants font leurs études. L’université est une première université en Ukraine, qui a introduit avec succès des trains de six langues orientales : chinois, japonais, coréen, turc, arabe et persan. Pour la première fois en Ukraine l'université a commencé la formation des gestionnaires de l'économie et des avocats possédant une connaissance des deux langues étrangères.
Principales activités KNLU dans l'éducation publique :
Formation en conformité avec commandes de l’État et des obligations contractuelles de spécialistes hautement qualifiés de différents niveaux de qualification pour les institutions de l'éducation, la science, la culture, les entreprises publiques et les entreprises de l'Ukraine et les pays étrangers ;
Formation de spécialistes des établissements d'enseignement de l'Ukraine et les pays étrangers ;
Une seconde éducation des spécialistes ;
Développement et mise en œuvre de nouvelles technologies d'apprentissage ;
Fournir une assistance technique et méthodologique à l'école de base à Kiev et les écoles spécialisées de l'enseignement des centres régionaux en Ukraine ;
La formation professionnelle de spécialistes de pays étrangers.
Principales activités KNLU dans la science :
Développement de base méthodologique en sciences philologiques ;
Création de la formation efficace d'une nouvelle génération d'enseignants, traducteurs, spécialistes de la littérature étrangère,
Formation du personnel pédagogique au troisième cycle ;
Publication par l'édition de l'université de la littérature méthodologique et scientifique;
Organisation des conférences scientifiques et pratiques nationales et internationales.
Principales activités KNLU dans le domaine de la coopération internationale:
L'analyse de développement de l'éducation en Europe et aux États-Unis pour l'intégration dans le système d'éducation européenne et mondiale ;
Établissement des liens avec les universités des pays étrangers pour la coopération  éducative, scientifique et technique, les échanges d'étudiants ;
Organisation et participation aux projets internationaux, conférences, symposiums, tables rondes avec les sciences humaines.

## Galerie

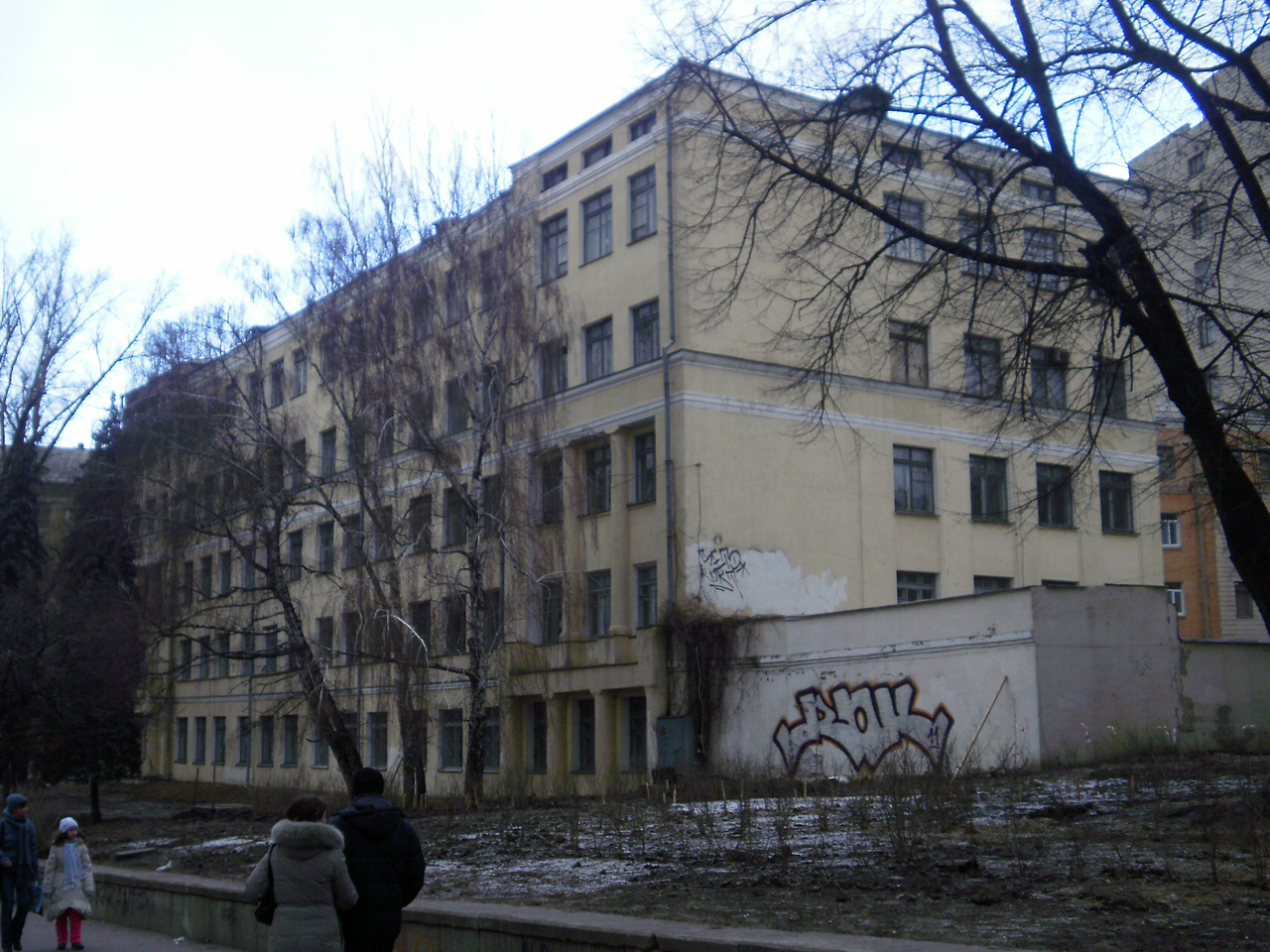
La vieille partie du bâtiment 1
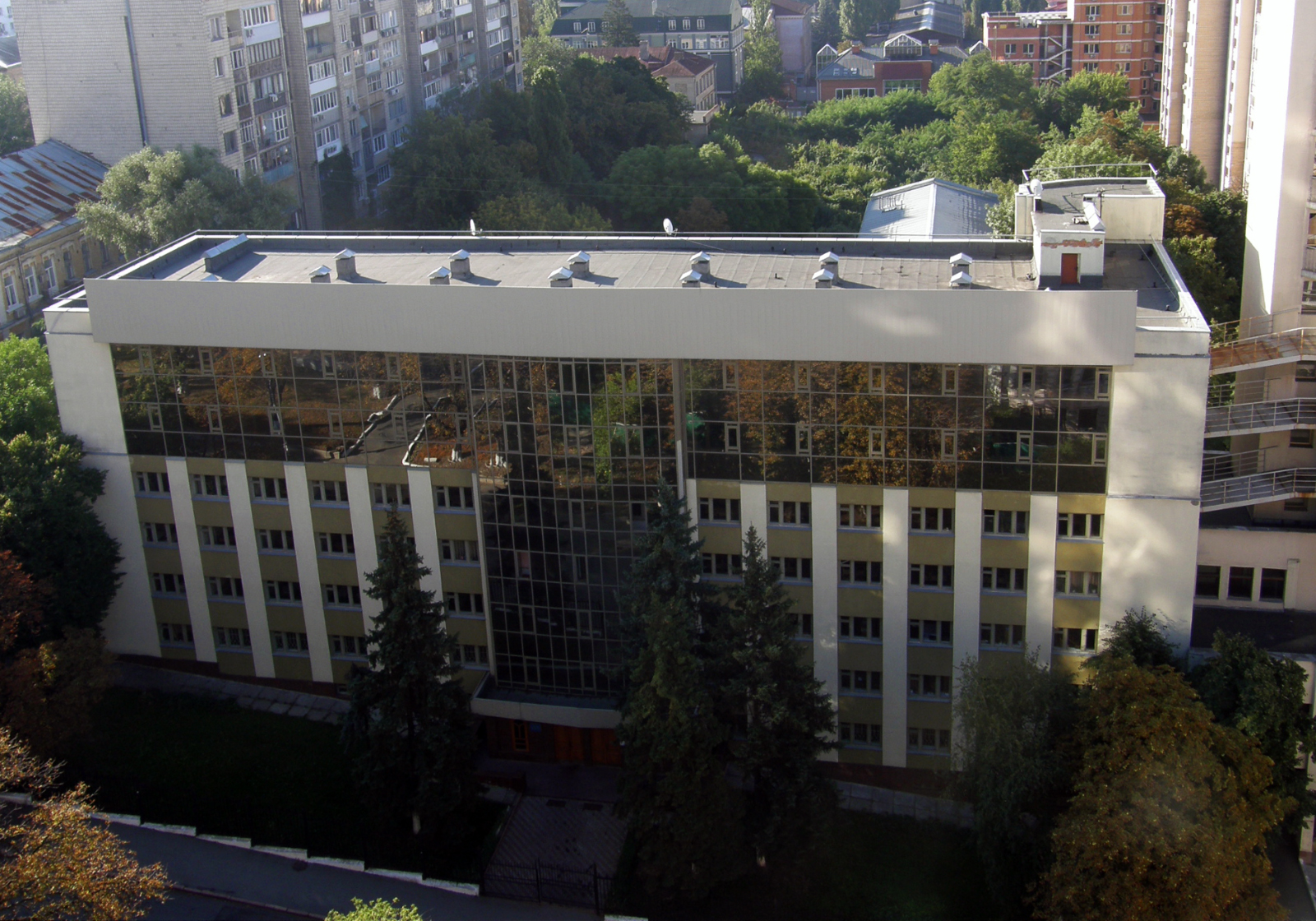
Le bâtiment 2
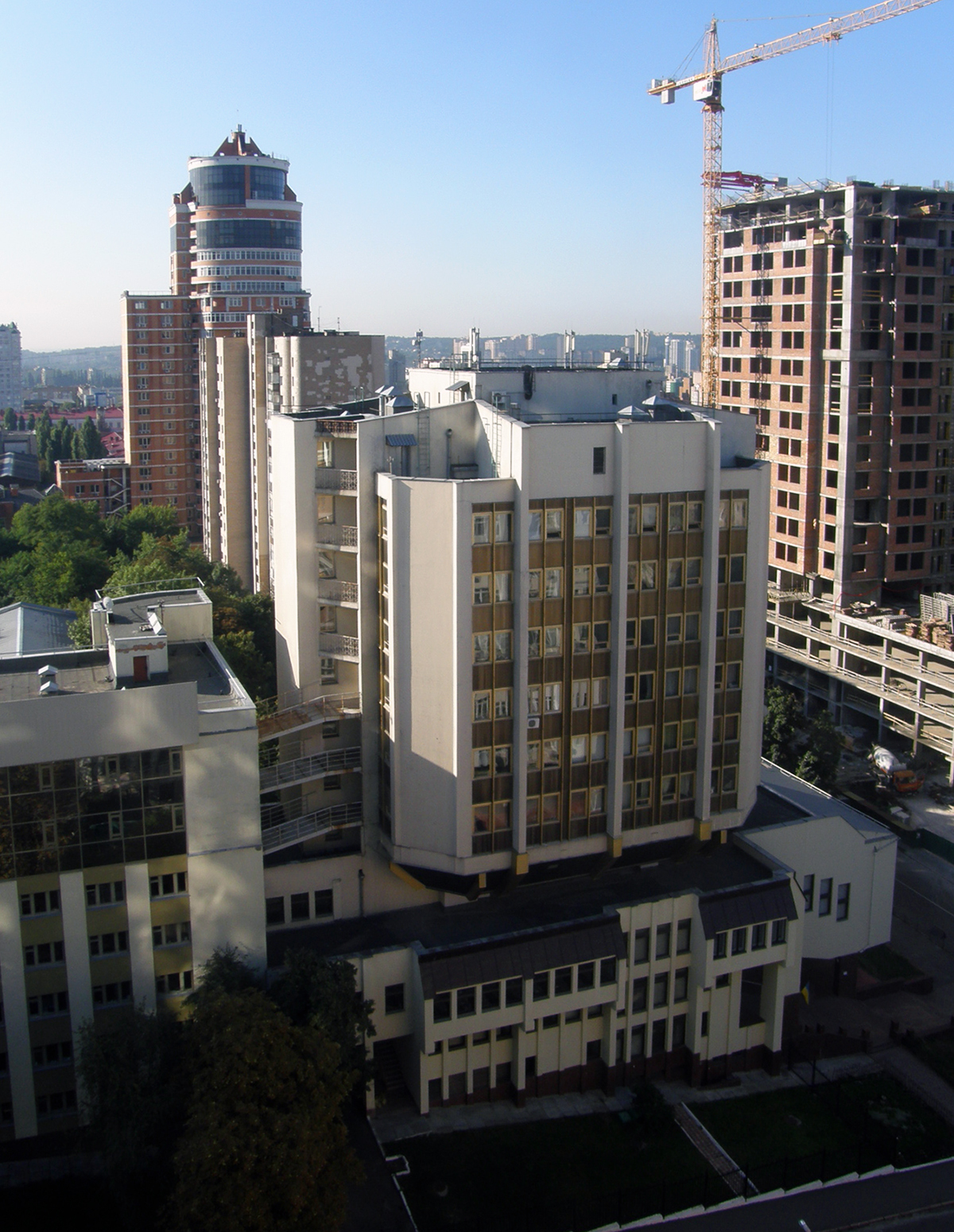
Le bâtiment 3